# جي-شوك
جي-شوك، (بالإنجليزية: G-Shock)‏ هي علامة تجارية لساعات مُصنّعة من شركة كاسيو اليابانية، وهي تتميّز بمقاومتها للصَّدمات، وهي مُصممة في المقام الأول للألعاب الرياضية والعسكرية، معظم ساعات الجي-شوك تحوي ميازات التوقيت، والعد التنازلي، والضوء، وكونها مضادة للماء.

## تاريخ

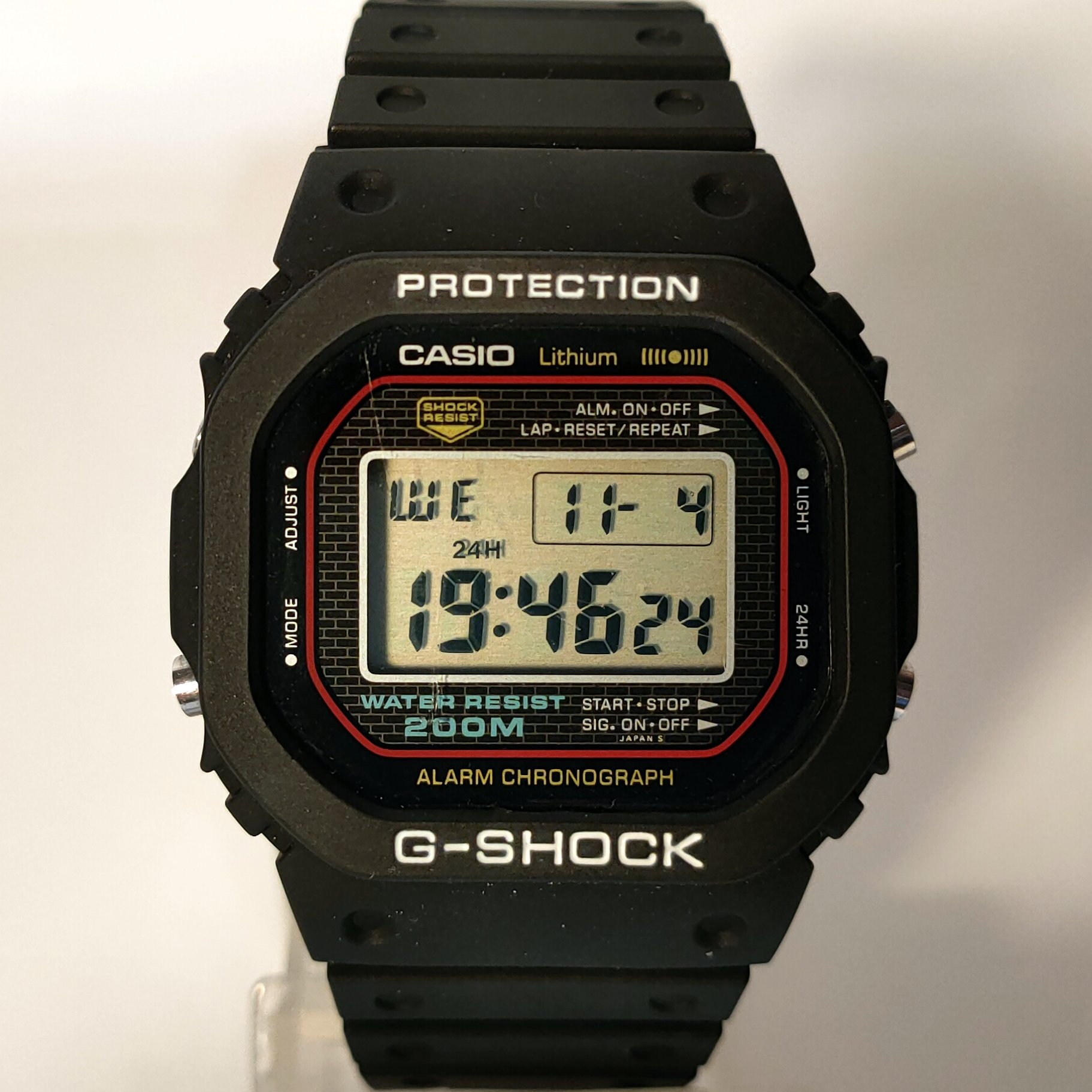
ساعة جي-شوك DW-5000C (مزودة بإطار ما بعد البيع)

تم تصنيع أوّل ساعة من طراز جي-شوك في عام 1983 وكانت تحمل رقم "DW-5000C"، وكانت بتصميم من المهندس الياباني كيكو إيبي، وكان مفهوم الساعة التي يسعى لها أن يكون عمر البطارية يصل إلى 10 أعوام، ومضادة للماء لحد 10 بار، وتتحمّل السقوط الحرّ على سطح صلب من مسافة 10 أمتار. تم اختبار 200 نموذج وذلك بإفلاتها من فوق أسطح المنازل، أو من نوافذ الطابق الثالث.

## حاليًا
توسع هذا الموديل من الساعات إلى حد كبير منذ ذلك الحين، ويشمل الآن ساعات ذرية وساعات تحوي وظائف شمسية.